# De Brouckère
De Brouckère – stacja metra w Brukseli, na linii 1 i 5. Zlokalizowana jest za stacją Saint-Catherine/Sint-Katelijne i Brussels-Central. Została otwarta 8 maja 1981.